# 東部鬃獅蜥
東部鬃獅蜥（英語：Eastern Bearded dragon；學名：Pogona barbata），為飛蜥科鬃獅蜥屬的一種。全長約40公分，最長可達67公分，像一個長了鬍子的蜥蜴，以小動物、植物的果實為主食。分布於澳洲東部及東南部。東部鬃獅蜥體型較內陸鬃獅蜥稍小，顏色亦較暗沈。

## 外部連結
- Bearded Dragons basic caresheet
- Bearded Dragons forum